# ماريا دي فيوتا
ماريا دي فيوتا (بالإسبانية: María de Villota‏)‏ (13 يناير 1980 - 11 أكتوبر 2013) سائقة سابقة في فريق «ماروسيا» المنافس في سلسلة بطولة العالم لسباقات الفورمولا 1. عُينت كسائقة تجارب، بعد أن حصل الفريق على رخصته من روسيا في مارس 2013، مما جعلها وقتها السيدة الوحيدة التي تتبوأ هذه المهمة رغم أن فريق وليامز منح دوراً مماثلاً للسائقة سوزي وولف. وهي ابنة سائق الفورمولا واحد السابق إيميليو دي بيوتان. في 3 يوليو 2012 فقدت دي فيوتا إحدى عينيها واصيبت بجروح بالغة خلال حادث رياضي مروع تعرضت وتوقفت عن ممارسة هذه الرياضة بعد ذلك. وفي 1 أكتوبر 2013 عثر على ماريا دي بيوتا ميتة في أحد فنادق مدينة إشبيلية.

## روابط خارجية
- ماريا دي فيوتا على موقع Racing-Reference.info (الإنجليزية)
- ماريا دي فيوتا على موقع DriverDB.com (الإنجليزية)